# Fiesta Island
Fiesta Island is een schiereiland en park dat onderdeel is van het Mission Bay Park in San Diego in Californië. Het schiereiland is door mensen gemaakt en ligt grotendeels braak, maar een watersportcentrum en een jeugdkamp die zich aan de oostkant van Fiesta Island bevinden zijn hier een uitzondering op. Het jeugdkamp biedt plaats voor 250 personen.
Het eiland is populair als bestemming voor watersporten zoals waterskiën, dat vooral in het zuidoosten bij "Hidden Cove" wordt beoefend. Ook is het park populair voor hondenbezitters; voor hen is een speciaal gebied in het zuidwesten aangewezen om hun honden uit te laten.

## Triatlon
Op 25 september 1974 werd op Fiesta Island een triatlonwedstrijd gehouden. Dit was de eerste triatlonwedstrijd buiten Frankrijk, waar de sport vandaan komt, en tevens de eerste triatlonwedstrijd waarbij de sport "triatlon" werd genoemd. Daardoor wordt Fiesta Island ook wel als de geboorteplaats van triatlon gezien. De wedstrijd startte bij de verbinding van Fiesta Island met het vasteland om 17:45.

## Olympische Spelen
San Diego onderzoekt om de Olympische Spelen in 2024, 2028 of 2032 te houden. Vincent Mudd, de voorzitter van dat onderzoekscommittee, gaf aan dat als de Olympische Spelen in San Diego zouden worden gehouden, Fiesta Island dan in die spelen een belangrijke rol zou spelen. In juni 2014 maakte de USOC echter bekend dat San Diego niet meer in de race zit voor het Amerikaanse bod voor de spelen van 2024.